# Andi Renja
Andi Renja (Coriza, 6 gennaio 1993) è un calciatore albanese, centrocampista o attaccante svincolato.

## Carriera

### Club
Il 1º luglio 2017 viene acquistato a titolo definitivo dalla squadra bulgara del Pirin Blagoevgrad.

## Statistiche

### Presenze e reti nei club
Statistiche aggiornate al 22 dicembre 2019.
| Stagione              | Squadra               | Campionato            | Campionato | Campionato | Coppe nazionali | Coppe nazionali | Coppe nazionali | Coppe continentali | Coppe continentali | Coppe continentali | Altre coppe | Altre coppe | Altre coppe | Totale | Totale |
| Stagione              | Squadra               | Comp                  | Pres       | Reti       | Comp            | Pres            | Reti            | Comp               | Pres               | Reti               | Comp        | Pres        | Reti        | Pres   | Reti   |
| --------------------- | --------------------- | --------------------- | ---------- | ---------- | --------------- | --------------- | --------------- | ------------------ | ------------------ | ------------------ | ----------- | ----------- | ----------- | ------ | ------ |
| gen.-giu. 2013        | Arīs Salonicco        | SL                    | 1          | 0          | CG              | 0               | 0               | -                  | -                  | -                  | -           | -           | -           | 1      | 0      |
| 2013-2014             | Arīs Salonicco        | SL                    | 3          | 0          | CG              | 0               | 0               | -                  | -                  | -                  | -           | -           | -           | 3      | 0      |
| 2014-feb. 2015        | Arīs Salonicco        | FL2                   | 0          | 0          | CG              | 0               | 0               | -                  | -                  | -                  | -           | -           | -           | 0      | 0      |
| Totale Arīs Salonicco | Totale Arīs Salonicco | Totale Arīs Salonicco | 4          | 0          |                 | 0               | 0               |                    | -                  | -                  |             | -           | -           | 4      | 0      |
| feb.-giu. 2015        | AO Chania             | FL                    | 4          | 0          | CG              | 1               | 0               | -                  | -                  | -                  | -           | -           | -           | 5      | 0      |
| feb.-giu. 2016        | Panaigialeios         | FL                    | 0          | 0          | CG              | 0               | 0               | -                  | -                  | -                  | -           | -           | -           | 0      | 0      |
| 2016-feb. 2017        | Diagoras Sevastis     | FL2                   | 0          | 0          | CG              | 0               | 0               | -                  | -                  | -                  | -           | -           | -           | 0      | 0      |
| feb.-giu. 2017        | Levski Kratovo        | SL                    | 8          | 1          | CB              | 0               | 0               | -                  | -                  | -                  | -           | -           | -           | 8      | 1      |
| 2017-2018             | Pirin Blagoevgrad     | PL                    | 21         | 2          | CB              | 1               | 0               | -                  | -                  | -                  | -           | -           | -           | 22     | 2      |
| 2018-gen. 2019        | Vitoša Bistrica       | PL                    | 5          | 0          | CB              | 0               | 0               | -                  | -                  | -                  | -           | -           | -           | 5      | 0      |
| 2019-gen. 2020        | Luftëtari             | KS                    | 10         | 0          | CA              | 1               | 0               | -                  | -                  | -                  | -           | -           | -           | 11     | 0      |
| Totale carriera       | Totale carriera       | Totale carriera       | 52         | 3          |                 | 3               | 0               |                    | -                  | -                  |             | -           | -           | 55     | 3      |